# Río Rumblar
El río Rumblar, también llamado río Grande y río Grande Guadalevín, es un río del sur de la península ibérica perteneciente a la cuenca hidrográfica del Guadalquivir, que nace en Sierra Morena y transcurre por las provincias de Ciudad Real y Jaén (España). 

## Curso
El Rumblar propiamente dicho, se forma en Baños de la Encina como resultado de la unión de los ríos Pinto y Grande, que tiene lugar en el seno de lo que hoy es el embalse del mismo nombre, de 126 hm3 de capacidad, construido en 1941. En su curso, parcialmente cubierto por las aguas del embalse, se encuentra Peñalosa, un importante yacimiento arqueológico de la Edad del Bronce. Se embalsa nuevamente en el embalse de Zocueca, de 5 hm3 de capacidad, construido en 1940, y desemboca en el Guadalquivir.
El río Grande, es decir, el tramo alto del Rumblar, nace en el término municipal del Viso del Marqués (provincia de Ciudad Real), entra en la provincia de Jaén por el paraje Las Hoces y recibe a su afluente principal el río Chico o del Renegadero, en su curso se encuentra el pequeño embalse del Centenillo (2 hm³). El río Pinto está formado a su vez, por el riacho Esparragales y el riacho de los Tembladeros.

## Flora y fauna
La cuenca del Rumblar presenta un relieve abrupto que limita la accesibilidad al territorio de modo que ha contribuido a mantener un elevado grado de naturalidad que permite el asentamiento de importantes poblaciones de flora de monte mediterráneo y de fauna, entre las que se encuentran tanto especies amenazadas como cinegéticas como el águila imperial ibérica, el lince ibérico, el lobo, el jabalí, el zorro, el ciervo o el gamo. Junto con la cuenca del río Guadalén y del río Guadalmena ha sido declarada Zona de Especial Conservación.
En cuanto a la fauna piscícola, según datos obtenidos a través de muestreos llevados a cabo entre 2018 y 2019 en la zona de Bailén, sólo se detectaron algunos gobios y lucios, posiblemente debido al impacto que tienen los desembalses repentinos desde el embalse del Rumblar, localizado aguas arriba.